# Eratoneura stoveri
Eratoneura stoveri är en insektsart som först beskrevs av Ross och Delong 1950.  Eratoneura stoveri ingår i släktet Eratoneura och familjen dvärgstritar. Inga underarter finns listade i Catalogue of Life.